# 许和子
许和子（又称许永新、永新娘子），吉州永新人，唐玄宗时期宫廷歌伎，擅长女高音。其生平未载于正史，最早出自晚唐时期段安节的《乐府杂录·歌》。

## 生平
许和子，又名子和，是吉州永新一乐师的女儿，能歌善舞，“既美且惠”。735年被选入宫廷，编入教坊“宜春院”，充为歌伎，艺名为“永新”。许和子很有歌唱天赋，亦虚心好学，很快在宫廷中有了名气。她的歌清新自然，“能变新声”，将江南民曲融入到宫廷音乐中，独树一帜。有记载“宫妓永新者，善歌，最受明皇宠爱。每对御奏歌，则丝竹之声莫能遏，帝尝谓左右曰:‘此女歌直千金。’”
一次唐玄宗在勤政楼欢宴，观众多达万人，喧哗聚音，场面失控，皇帝不悦。高力士献策让许和子出场，她歌声悠扬婉转、清脆宏亮，“喉转一声，响传九陌”。全场立即寂然，歌罢，掌声如雷，从此“永新善歌”之名传开，可见许和子音色之美，感染力之强。
755年，安史之乱爆发，洛阳、长安相继沦陷，“六宫星散”。许和子在逃难途中与一士人结为夫妻，流落到广陵，曾被金吾将军韦青听到在河边唱《水调歌》，故人于乱世中相逢，二人既哭且悔。不久丈夫死去，生活更加困苦。战乱平息后，她与养母回到了长安，后沦落风尘，卒年不详（死时应有四十多岁），临死前言“阿母钱树子倒矣!”。
唐人冯诩子《桂苑丛谈》中记载后人为纪念许和子，把她的歌曲编为国乐曲，取名《永新妇》。
现今吉安市文山步行街有一铜雕“一曲动天子”，即是许和子的雕塑。

## 相关影视
- 《大唐歌飞》 许合子（原型为许和子）马苏 饰
- 《长安十二时辰》许鹤子（原型为许和子）曲栅栅 饰

## 外部文献
- 《乐府杂录·歌》 唐人段安节 著
- 《开元天宝遗事》 唐人王仁裕 著
- 《唐代吉州卓越的女歌唱家许和子》 《井冈山师范学院学报》 1995年